# ماثيو وارد (مترجم)
ماثيو وارد (بالإنجليزية: Matthew Ward)‏ هو مترجم أمريكي، ولد في 1951، وتوفي في 1990.